# Capron (Illinois)
Capron – wieś w USA, w stanie Illinois, w hrabstwie Boone. Według spisu z 2000 wioskę zamieszkuje 961 osób. W 2023 liczba mieszkańców wzrosła do 1395 osób, a gęstość zaludnienia przekroczyła 734 osoby/km².

## Geografia
Wioska zajmuje powierzchnię 1,9 km², całość stanowi ląd.

## Demografia
Według spisu z 2000 roku wioskę zamieszkuje 961 osób skupionych w 332 gospodarstwach domowych, tworzących 245 rodzin. Gęstość zaludnienia wynosi 508,3 osoby/km². W wiosce znajdują się 354 budynki mieszkalne, a ich gęstość występowania wynosi 187,2 mieszkania/km². Wioskę zamieszkuje 91,57% ludności białej, 0,94% stanowią Afroamerykanie, 1,14% to rdzenni Amerykanie, 0,52% Azjaci, 4,27% ludność innej rasy i 1,56% ludności wywodzącej się z dwóch lub więcej ras. Hiszpanie lub Latynosi stanowią 12,8% populacji.
W wiosce są 332 gospodarstwa domowe, w których 42,2% stanowią dzieci poniżej 18 roku życia żyjących z rodzicami, 63% stanowią małżeństwa, 7,2% stanowią kobiety nie posiadające męża oraz 26,2% stanowią osoby samotne. 19% wszystkich gospodarstw domowych składa się z jednej osoby oraz 6,6% żyjących samotnie ma powyżej 65 roku życia. Średnia wielkość gospodarstwa domowego wynosi 2,89 osoby, natomiast rodziny 3,33 osoby. 
Przedział wiekowy kształtuje się następująco: 31,1% stanowią osoby poniżej 18 roku życia, 8,8% stanowią osoby pomiędzy 18 a 24 rokiem życia, 33% stanowią osoby pomiędzy 25 a 44 rokiem życia, 18,1% stanowią osoby pomiędzy 45 a 64 rokiem życia oraz 8,9% stanowią osoby powyżej 65 roku życia. Średni wiek wynosi 32 lat. Na każde 100 kobiet przypada 103,2 mężczyzn. Na każde 100 kobiet powyżej 18 roku życia przypada 103,1 mężczyzn.
Średni dochód dla gospodarstwa domowego wynosi 46 786 dolarów, a dla rodziny wynosi 52 500 dolarów. Dochody mężczyzn wynoszą średnio 36 406 dolarów, a kobiet 24 226 dolarów. Średni dochód na osobę w mieście wynosi 17 624 dolarów. Około 2,8% rodzin i 3,1% populacji miasta żyje poniżej minimum socjalnego, z czego 1,6% jest poniżej 18 roku życia i 10,3% powyżej 65 roku życia.